# Classe Z (film)
Classe Z è un film italiano del 2017, diretto da Guido Chiesa.

## Trama
Alcuni studenti di un liceo romano vengono spostati per decisione del collegio dei docenti in una classe costituita dai peggiori elementi, la cosiddetta "Quinta H", considerati dei "casi senza speranza" e destinati solo alla bocciatura. La sola figura a dare loro fiducia è il giovane professore Marco Andreoli, intento ad aiutarli e prepararli l'esame di maturità. Nonostante i suoi metodi anticonvenzionali, ispirati al film L'attimo fuggente, i ragazzi lo spingono ad abbandonare la sua posizione senza preavviso, subendo la sospensione e rischiando l'allontanamento definitivo dall'insegnamento.
Gli studenti, motivati più che mai, si organizzano con lui in un vecchio casolare, per cercare di prendere il diploma. Durante queste lezioni extrascolastiche gli studenti imparano le materie d'esame, ma soprattutto imparano ad affrontare la vita, a solidarizzare, a superare le difficoltà e a non lasciare indietro gli amici. Alla fine degli esami i ragazzi raggiungeranno la maturità scolastica e la non meno importante maturità morale. Il professor Andreoli, grazie ai suoi studenti neo maturi e ad un video messo in rete, riesce a farsi reintegrare nel ruolo contro l'ostilità preconcetta della commissione interna, in particolare del preside Frigotto.

## Produzione

### Cast
Il cast comprende diversi volti noti, tra cui Antonio Catania e Alessandro Preziosi, il comico Andrea Pisani nel ruolo del professor Andreoli, e la youtuber Greta Menchi nel ruolo di Stella Abete.

## Distribuzione
La pellicola viene distribuita nelle sale cinematografiche italiane a partire dal 30 marzo 2017.

## Accoglienza

### Critica
Non particolarmente incisivo per un pubblico adulto, Classe Z promette di rappresentare dignitosamente la categoria degli studenti italiani maturandi o già maturi. (Antonio Bracco)

### Incassi
Il film ha incassato 912713 €.

## Colonna sonora
Scritta e arrangiata da Francesco Cerasi e Roberto Vallicelli.
- "Scuola" di Cerasi-Vallicelli
- "Damon" di Cerasi- Vallicelli
- "Salsa del Quadraro" di Francesco Cerasi
- "Acquario" di Roberto Vallicelli
- "Io sono qui" di Salmo
- "1984" di Salmo
- L'estate di John Wayne di Raphael Gualazzi (sigla finale).